# Moulin à eau de la Chaussée
Pour les articles homonymes, voir Moulin à eau (homonymie).
Ne doit pas être confondu avec Moulin de la Chaussée.
Le moulin à eau de la Chaussée est un moulin situé à Chenillé-Changé, en France.

## Localisation
Le moulin est situé dans le département français de Maine-et-Loire, sur la commune de Chenillé-Changé.

## Description

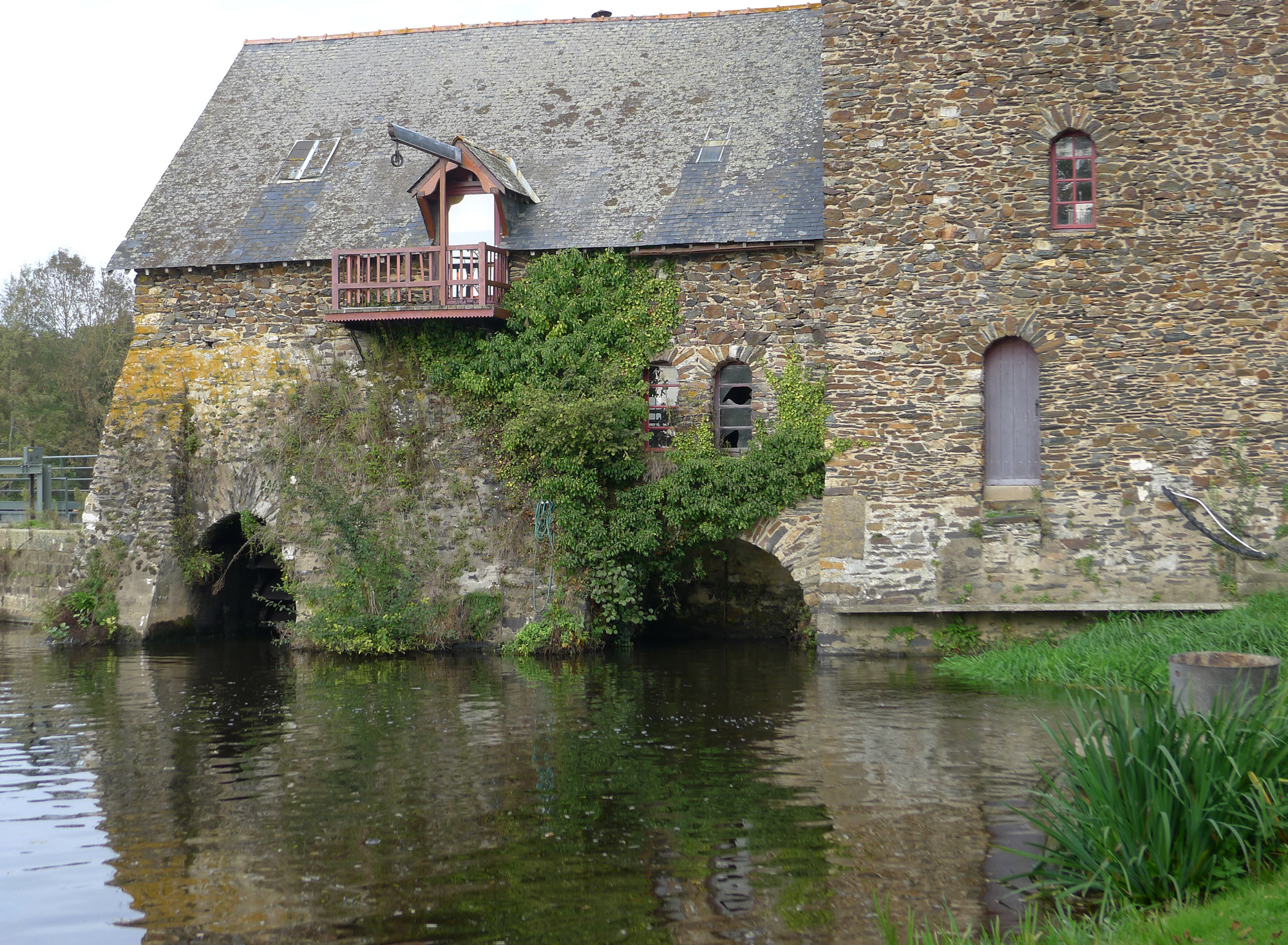
Détail

## Historique
L'édifice est inscrit au titre des monuments historiques en 2005.